# 博恩維爾 (喬治亞州)
博恩維爾（英語：Boneville）是位於美國喬治亞州麥克達菲縣的一個非建制地區。該地的面積和人口皆未知。

## 地理
博恩維爾的座標為33°26′00″N 82°26′19″W / 33.43333°N 82.43861°W，而該地的平均海拔高度為144米（即472英尺）。